# Burmagomphus divaricatus
Burmagomphus divaricatus – gatunek ważki z rodziny gadziogłówkowatych (Gomphidae).